# Ichthyodectes
L'ittiodecte (gen. Ichthyodectes) è un pesce osseo estinto, appartenente agli ittiodectiformi. Visse nel Cretaceo superiore (Turoniano - Campaniano, circa 90 - 75 milioni di anni fa) e i suoi resti fossili sono stati ritrovati in Nordamerica e in Europa.

## Descrizione
Questo pesce era di grandi dimensioni, e poteva superare i due metri e mezzo di lunghezza. Era un pesce dal corpo slanciato e relativamente snello, con un muso corto e dotato di una grande bocca armata di lunghi denti acuminati. I denti anteriori disposti lungo i margini della premascella e della sinfisi mandibolare, in particolare, assomigliavano a vere e proprie zanne ed erano particolarmente robusti e appuntiti. La pinna dorsale era piccola, di forma triangolare e posta nella parte posteriore del corpo, quasi opposta alla pinna anale di dimensioni leggermente maggiori e un po' più avanzata. Le pinne pelviche erano piccole e strette, mentre le pinne pettorali erano anch'esse strette ma allungate. La pinna caudale era molto grande, profondamente biforcuta, con due lobi molto lunghi e stretti. L'osso supraoccipitale era molto sviluppato e sovrastava l'occipite. 

## Classificazione
Ichthyodectes è il genere eponimo degli ittiodectiformi (Ichthyodectiformes), un gruppo di pesci teleostei arcaici, solitamente di grosse dimensioni e di attitudini predatorie, imparentati con gli Osteoglossiformes. In particolare, Ichthyodectes è uno dei membri più derivati del gruppo, affine al gigantesco Xiphactinus e specializzatosi notevolmente nella predazione. 

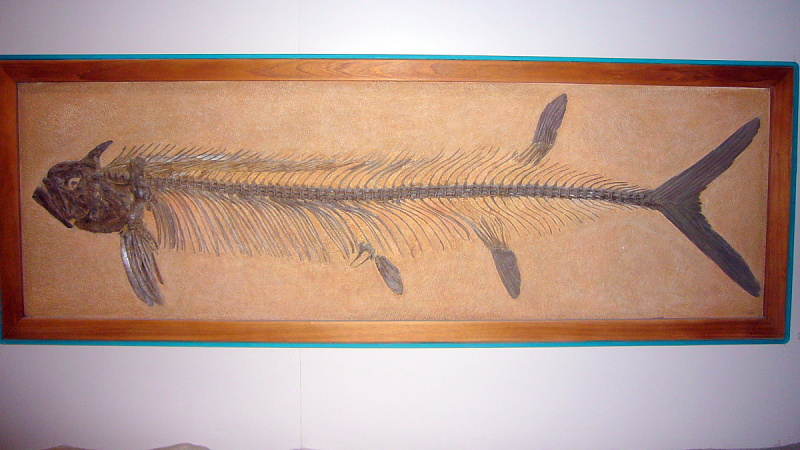
Fossile di Ichthyodectes hamatus (= I. ctenodon)

Il genere Ichthyodectes venne descritto per la prima volta da Edward Drinker Cope nel 1870. La specie tipo è Ichthyodectes ctenodon, nota per numerosi esemplari ritrovati in vari giacimenti del Mare Interno Occidentale (Kansas, Alabama, Manitoba, Saskatchewan) e vissuta tra il Turoniano e il Campaniano. Un'altra specie ritenuta valida è I. tenuidens, descritta da Arthur Smith Woodward nel 1901 e proveniente dal Turoniano del Kent in Inghilterra.

## Paleoecologia
Ichthyodectes era certamente un grande predatore vorace, che poteva predare i pesci di cui si cibava grazie a movimenti veloci e potenti.